# ZMV Kova 215 A
Die ZMV Kova 215 A ist ein Mofa des tschechoslowakischen Herstellers ZMV Kova (Závody Malých Vozidel), das im Jahr 1994 gefertigt wurde. Das Fahrzeug zählt zur Klasse der Mofas und wurde für den Alltagsgebrauch entwickelt. Der luftgekühlte Einzylinder-Zweitaktmotor mit 49 cm³ Hubraum leistet 1,1 kW (1,5 PS) und ermöglicht eine Geschwindigkeit von rund 25–30 km/h, entsprechend den damaligen gesetzlichen Vorgaben.
Die Kova 215 A war insbesondere in osteuropäischen Ländern verbreitet und zeichnet sich durch ihre einfache Technik, eine robuste Ausführung und wartungsfreundliche Bauweise aus. Aufgrund ihrer Herkunft und Bauzeit ist sie selten geworden.

## Technische Daten
| Motor                    | Motor                                 |
| ------------------------ | ------------------------------------- |
| Hersteller/Typ           | ZMV Kova, 1-Zylinder-Zweitakt         |
| Hubraum                  | 49 cm³                                |
| Bohrung × Hub            | 39 mm × 41 mm                         |
| Verdichtung              | 9 : 1                                 |
| Leistung                 | 1,1 kW (1,5 PS) bei 3500/min          |
| Drehmoment               | 3,55 Nm bei 2500/min                  |
| Vergaser                 | Solex 2909 DC, Hauptdüse 55           |
| Zündung                  | 6 V Thyristorzündung                  |
| Zündzeitpunkt            | 18° vor OT (1,25 ± 0,25 mm)           |
| Zündkerze                | PAL N 7 / NGK B6H5 / Bosch W7AC       |
| Elektrodenabstand        | 0,5 mm                                |
| Zündspule                | PAL Nr. 19                            |
| CO-Wert im Leerlauf      | 0,4 g/min                             |
| Kraftübertragung         |                                       |
| Primärantrieb            | Zahnriemen                            |
| Sekundärantrieb          | Kette (1/2 × 3/16, 113 Glieder)       |
| Übersetzung              | Ritzel: 11 Zähne, Kettenrad: 57 Zähne |
| Fahrwerk und Abmessungen |                                       |
| Radstand                 | 1150 mm                               |
| Nachlauf vorne           | 67 mm                                 |
| Reifen vorne             | 2 1/4 × 16                            |
| Reifen hinten            | 2 1/4 × 16                            |
| Felgengröße              | 1,5 × 16                              |
| Luftdruck vorne          | 2,0 bar                               |
| Luftdruck hinten         | 2,5 bar                               |
| Bremsen                  | Trommelbremse (vorne und hinten)      |
| Schmierstoffe und Mengen |                                       |
| Gemischverhältnis        | 1:50 (Zweitaktgemisch)                |
| Getriebeöl               | SAE 90                                |
| Getriebeölmenge          | 0,08 l                                |